# アルファベット (計算機科学)
形式言語とオートマトンの理論において、アルファベット (英: alphabet) または字母とは、文字や数字などといったような「記号」の有限の集合のこと。有限の文字列は、アルファベットからなる文字の有限の並びである。特に、{0, 1}からなるアルファベットはバイナリアルファベットと呼ばれる。また、二進列 (binary string)は、バイナリアルファベットの並びである。また、うまく処理することで、無限の文字の並びも考えることが可能である。
アルファベットΣが与えられたとき、Σ*はアルファベットΣからなる有限の文字列全てを意味する。ここでの*はクリーネ閉包を意味する演算子である。また、{\displaystyle \Sigma ^{\infty }} (or occasionally, {\displaystyle \Sigma ^{\mathbb {N} }} or {\displaystyle \Sigma ^{\omega }})は、アルファベットΣからなる無限の文字列全てを意味する。
例えばバイナリアルファベット{0, 1}からは{ε, 0, 1, 00, 01, 10, 11, 000, ...}のような文字列が生成できる（εは空文字列を意味する）。